# Chaîne énergétique
 (décembre 2012).
Si vous disposez d'ouvrages ou d'articles de référence ou si vous connaissez des sites web de qualité traitant du thème abordé ici, merci de compléter l'article en donnant les références utiles à sa vérifiabilité et en les liant à la section « Notes et références ».
La chaîne énergétique d'un dispositif désigne l'ensemble des conversions d'énergie qui ont lieu dans ce dispositif. Par extension, ce terme désigne également le diagramme sur lequel on présente les différents types d'énergie impliqués ainsi que leur conversion.

## Exemples
- Un feu de bois utilise une source d'énergie, la biomasse, qu'il convertit en énergie électromagnétique (lumière) et en énergie thermique (chaleur). Ceci peut se résumer par le diagramme ci-contre chaîne énergétique

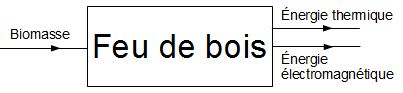
chaîne énergétique

- Un moteur électrique convertit de l'énergie électrique en énergie mécanique (mouvement)

## Diagramme énergétique

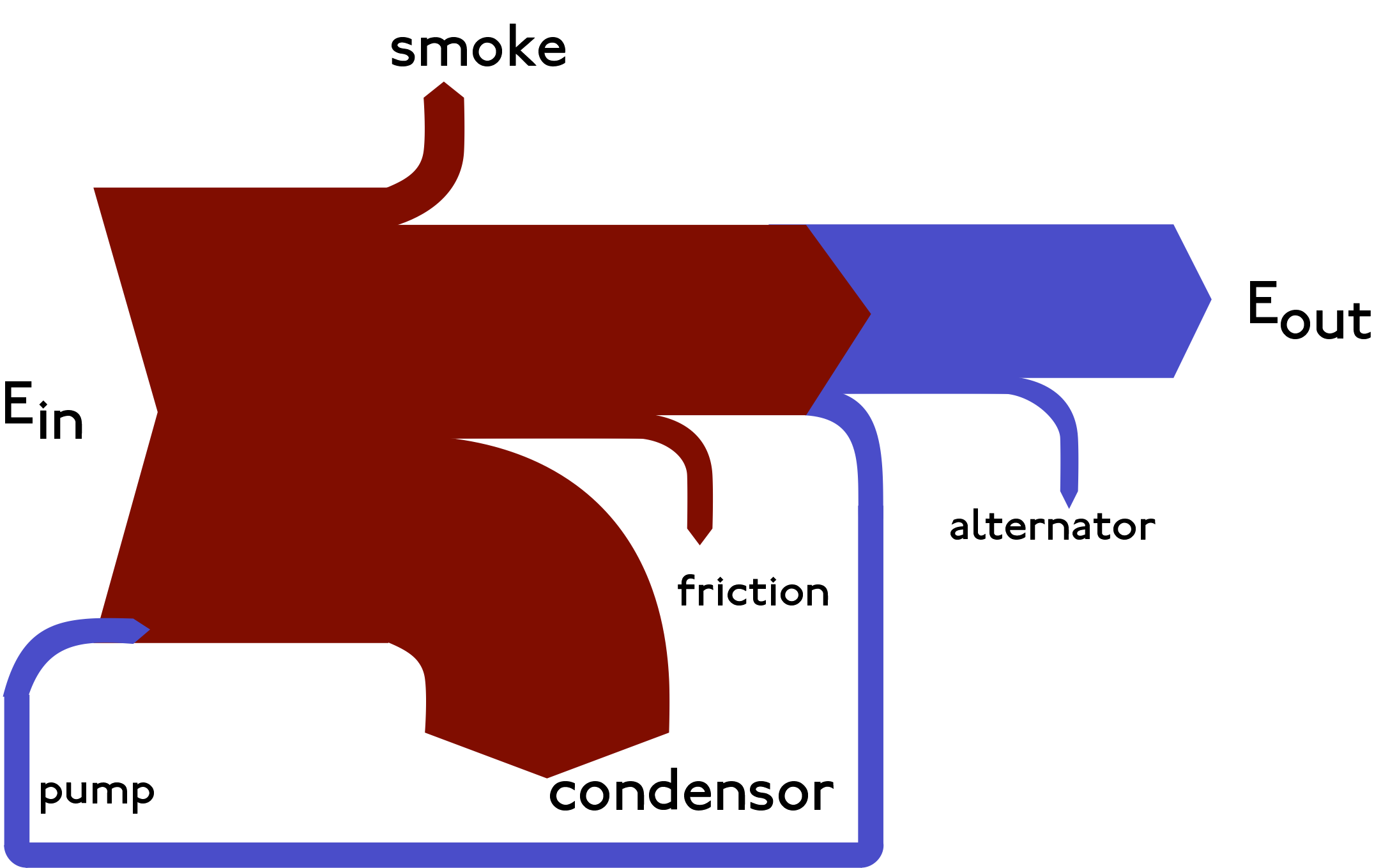
Exemple d'un diagramme énergétique de Sankey.

Dans un diagramme énergétique, on fait apparaître à gauche l'énergie primaire exploitée, à droite l'énergie récupérée (souvent sur des segments fléchés). Des chaînes énergétiques complexes peuvent faire intervenir plusieurs conversions 

## Différents types de chaînes énergétiques
- Toute  centrale électrique (qu'elle soit solaire, nucléaire, hydroélectrique...) convertit une source d'énergie naturelle en énergie électrique.
- À l'inverse, tous nos appareils ménagers convertissent de l'énergie électrique en un autre type d'énergie exploitable:
  - en énergie mécanique (moteur de lave-linge, de ventilateur...)
  - en énergie électromagnétique (lampe)
  - en énergie thermique (four, radiateur...)

- Les êtres vivants font intervenir une chaîne énergétique complexe. Le soleil ainsi que notre alimentation nous apportent de l'énergie, que nous convertissons en énergie thermique (métabolisme), en énergie mécanique (mouvement) ou encore que nous stockons sous forme de graisse (bioénergie)

## Pertes et rendement
Dans tous les dispositifs de conversion d'énergie, une partie de l'énergie consommée est effectivement récupérée: c'est l'énergie utile. Mais une partie de l'énergie est dissipée (pertes). Le rendement se définit comme le quotient de l'énergie utile sur l'énergie consommée.
Exemple : le rendement énergétique d'une lampe à incandescence est environ de 10 % : seuls 10 % de l'énergie électrique consommée est convertie en lumière visible (énergie utile), le reste est dissipé sous forme d'énergie thermique (pertes ou, en hiver, chauffage de la pièce).